# Franciszek Kruszyna
Franciszek Kruszyna (ur. 17 sierpnia 1889 w Biskupicach, zm. 27 maja 1940 w Tarnowie) − nauczyciel, inżynier rolnik, żołnierz Legionów Polskich i Związku Walki Zbrojnej.

## Życiorys
Franciszek Kruszyna pochodził z chłopskiej rodziny Józefa i Marianny z Sobczyków. W 1911 roku ukończył gimnazjum w Podgórzu. Po wybuchu I wojny światowej został zmobilizowany do armii austriackiej. Od 1915 roku służył w II brygadzie Legionów Polskich. Zdemobilizowany w stopniu sierżanta w 1917 roku, rozpoczął studia na Akademii Rolniczej w Dublanach. Ukończył je w 1920 roku, uzyskując tytuł inżyniera rolnika. Podczas walk polsko-ukraińskich uczestniczył w obronie Lwowa i Dublan.
Po ukończeniu studiów Franciszek Kruszyna objął posadę agronoma kolejno w kilku powiatach południowej Polski (limanowski, nowosądecki, grybowski), uczył również w szkole rolniczej w Łososinie Dolnej i Gimnazjum Humanistycznym w Grybowie. 27 grudnia 1922 ożenił się z Marią Glińską. Po uzyskaniu formalnych kwalifikacji nauczyciela w 1925 roku przeniósł się do Tarnowa, gdzie znalazł zatrudnienie początkowo w II Gimnazjum, a następnie, już na stałe, w I Gimnazjum im. Kazimierza Brodzińskiego, ucząc przyrody, fizyki i chemii. Był aktywnym działaczem Związku Nauczycielstwa Polskiego. Franciszek Kruszyna był również współorganizatorem i w latach 1930−1931 prezesem tarnowskiego oddziału Związku Legionistów Polskich. Przy jego znaczącym udziale w 1931 roku powstał przy ulicy Wałowej Grób Nieznanego Żołnierza według projektu architekta Bronisława Kulki.
Po zakończeniu kampanii wrześniowej Franciszek Kruszyna zaangażował się w pracę konspiracyjną, organizując na terenie Tarnowa struktury Służby Zwycięstwu Polski, w 1940 roku przekształconą w Związek Walki Zbrojnej. Otrzymał promocję do stopnia kapitana. Równocześnie uczestniczył w tajnym nauczaniu. Aresztowany na krótko w listopadzie 1939 roku, został ponownie zatrzymany przez gestapo w maju 1940 roku. Przesłuchiwany w więzieniu przy ulicy Urszulańskiej, został zamordowany 27 maja 1940 roku. Jego ciało zostało wydane rodzinie, z zezwoleniem na cichy pogrzeb na Starym Cmentarzu (sektor V-1-33).

## Ordery i odznaczenia
- Krzyż Niepodległości (16 marca 1937)[3]
- Krzyż Walecznych[1]
- Złoty Krzyż Zasługi[1]
- Medal Pamiątkowy za Wojnę 1918−1921[1]
- Medal Dziesięciolecia Odzyskanej Niepodległości[1]
- Brązowy Medal za Długoletnią Służbę[1]

## Upamiętnienie
W 1995 roku imię Franciszka Kruszyny otrzymała jedna z ulic w tarnowskiej dzielnicy Dąbrówka Infułacka.